# Кадук західний
Кадук західний (Myrmotherula pacifica) — вид горобцеподібних птахів родини сорокушових (Thamnophilidae). Мешкає в Панамі, Колумбії та Еквадорі.

## Опис
Довжина птаха становить 9-10 см, вага 8-10 г. Верхня частина тіла в самця чорна, поцяткована білими смужками, крила чорні з білими кінчиками, махові пера з білими краями. Хвіст чорний з білими кічниками. Горло і нижня частина білі, поцятковані чорними смужками. Голова і нижня частина тіла в самиці руді, потилиця і шия чорні. На нижній частині тіла смужки відсутні.

## Поширення і екологія
Західні кадуки мешкають в Панамі, Колумбії і Еквадорі на захід від Анд, до Асуая на півдні. Вони живуть в чагарникових заростях, рівнинних і гірських тропічних лісах, парках і садах на висоті до 800 м над рівнем моря.

## Поведінка
Західні кадуки мешкають поодинці або парами, харчуються комахами і павуками в кронах дерев.